# ジョヴァンニ・バティスタ・ヴィターリ
ジョバンニ・バティスタ・ヴィターリ（Giovanni Battista Vitali、1632年2月18日 - 1692年10月12日）は、イタリアのヴィオローネ奏者、歌手、作曲家。息子はトマソ・アントニオ・ヴィターリ。

## 経歴
ボローニャ出身。聖ペトロニオ大聖堂の楽長のマウリツィオ・カッツァーティに学び、1658年から歌手およびヴィオローネ奏者として活動を始めた。1666年にアカデミア・フィラルモニカ・ディ・ボローニャが設立されると創設メンバーの一人に加わった。1773年に聖十字架教会の楽長に就任したが、翌年にモデナに赴いてフランチェスコ2世・デステの宮廷で副楽長となり、1684年に宮廷楽長に昇進した。

## 作品
教会のカンタータやオラトリオ、ソナタを作曲している。特にトリオ・ソナタの発展に貢献し、作曲家アルカンジェロ・コレッリやヘンリー・パーセル、ジュゼッペ・トレッリは彼の作品に影響を受けた。